# Laurette Demaret
Laurette Demaret, née à Carnières, le 17 novembre 1921 et morte au combat à Temploux le 26 août 1944, est une résistante belge de la Seconde Guerre mondiale.

## Éléments biographiques
Laurette Demaret est née à Carnières, le 17 novembre 1921. Elle est scolarisée à l’École moyenne du Centre, à La Louvière (l'actuel Athénée royal)
Sa mère décède en 1931. La mort de son père, le 10 mai 1940, lors des premiers bombardements allemands, motive son engagement précoce au sein de la résistance. Elle n'a alors que 18 ans. 
Elle est membre du Mouvement national belge, est affectée dans un réseau de renseignements et d’évasion de pilotes alliés. Elle effectue aussi des missions de transport et de livraison d'armes, d'explosifs. Elle prend de nombreux risques qui lui valent une première arrestation. Elle parvient néanmoins à se faire libérer et reprend son combat,.

### Circonstances de sa mort
Le 26 août 1944, deux véhicules de la résistance se rendent à Namur pour récupérer deux aviateurs américains, Laurette Demaret occupe le second véhicule aux côtés de trois autres résistants. Arrivés au premier carrefour à l'entrée du village de Temploux, ils constatent qu'un barrage y a été dressé. Le premier véhicule parvient à passer de justesse. Le second se lance à 100 km/h vers le remblai de la voie ferrée vicinale qui borde la route. Une fusillade éclate, Laurette Demaret est mortellement touchée. Un autre résistant est blessé à l'épaule droite. Le véhicule parvient néanmoins à prendre la fuite et continue sa course trois kilomètres encore avant d'abandonner le véhicule et de fuir vers les bois. Ils sont à nouveau pris en chasse par les Russes blancs du général Vlassov qui combattaient pour le Reich. Les trois hommes parviennent à échapper à leurs poursuivants,.
Le corps de Laurette est emmené à la caserne de Flawinne où elle est enterrée. Elle sera exhumée, le 11 septembre 1944 et à nouveau inhumée, le 14 septembre 1944 à Chapelle-lez-Herlaimont[réf. souhaitée].

## Reconnaissances
- Le 17 novembre 1946 est inauguré dans la cour de l'École Moyenne de la rue de Bouvy à La Louvière, un monument dédié à Marguerite Bervoets et à Laurette Demaret, anciennes élèves de cet établissement[4]. Sur un socle de pierre, le sculpteur, Hector Brognon, représente une jeune femme en pied, tenant en main un fusil et semblant vouloir aller de l’avant d’un pas décidé. Son visage est une synthèse des visages des deux jeunes femmes[6],[3].
- Le 14 août 1948, au cours d'une cérémonie officielle, elle est faite, à titre posthume Chevalier de l'Ordre de Léopold II et reçoit la Croix de guerre avec palme ainsi que la médaille de la résistance[réf. souhaitée].
- En 2019, la commune de La Louvière décide de donner le nom de Laurette Demaret à une nouvelle rue. Mais en 2021, cette rue n'existe toujours pas[2].